# Осада Грунло (1597)
Осада Грунло — осада голландскими войсками под командованием Морица Оранского крепости Грунло, занятой испанским гарнизоном, с 11 по 28 сентября 1597 года в ходе Восьмидесятилетней войны.
Осада завершилась капитуляцией крепости. В 1595 году Грунло уже осаждалась голландцами, но подход испанской армии Кристобаля Мондрагона заставил их уйти. После смерти Мондрагона в 1596 года Мориц Оранский вернулся к плану захвата крепости, что ему в итоге удалось.

## Предыстория
Грунло представлял собой небольшой, но относительно важный и укреплённый город на востоке республики, на границе с немецкими территориями. Он обеспечивал контроль над торговыми путями между Германией и голландскими ганзейскими городами. При этом Грунло был расположен в труднодоступном лесистом и болотистом районе и на протяжении многих лет укреплялся новыми бастионами. С 1580 года Грунло находился в испанских руках и имел испанский гарнизон.
Мориц Оранский начал наступление против войск Алессандро Фарнезе, герцога Пармы, и в 1590—1593 годах захватил Бреду, Девентер и Зютфен. В 1595 году Мориц попытался осадить и взять Грунло, но испанский генерал Кристобаль Мондрагон привёл из Антверпена свою армию и заставил голландцев отступить. Два года спустя, после смерти Мондрагона, Мориц вновь решился осадить Грунло.

## Осада

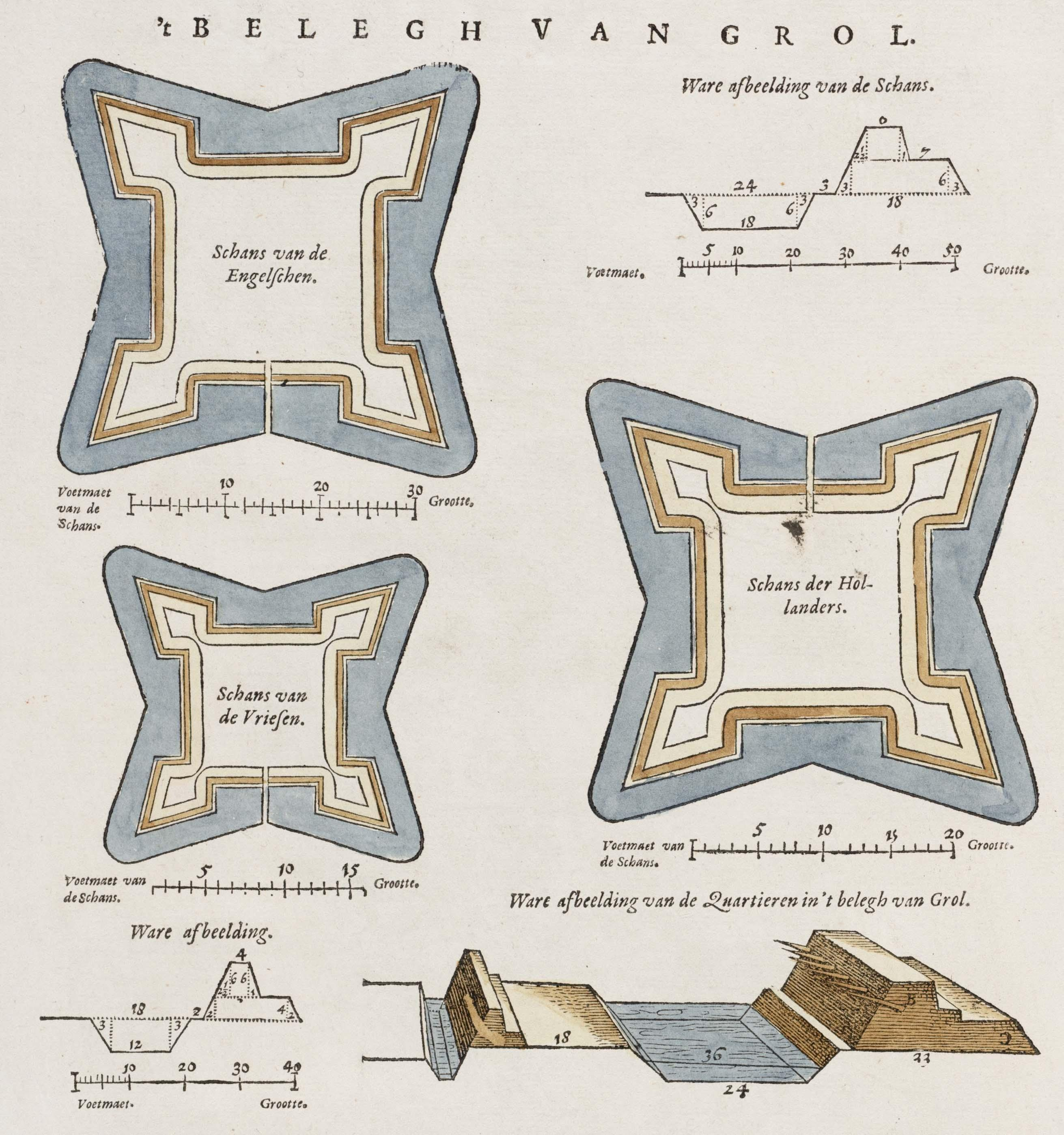
Схематическое изображение укреплений голландцев при осаде Грунло в 1597 году.

1 августа Мориц Оранский покинул Гаагу вместе с армией. По пути к Грунло он последовательно занял Райнберг (20 августа) и Мёрс (3 сентября). 11 сентября голландцы подошли к Грунло. Армия Морица состояла из англичан, фризов и голландцев и включала восемь полков пехоты и семь кавалерийских полков общей численностью более 6000 солдат и 1400 кавалеристов. Недалеко от города Мориц приказал разбить лагерь около 650 метров в ширину и 800 метров в длину. Шёл сильный дождь, и до 13 сентября солдаты не могли приступить к обустройству лагеря и выкапыванию рва вокруг него. Грунло оборонял испанский гарнизон из 800 пехотинцев и 300 кавалеристов во главе с Яном ван Стирумом. Мориц дал приказ начать рыть зигзагообразные окопы в направлении города. Вечером 13 сентября голландцы произвели первую бомбардировку города.
К 26 сентября Грунло был полностью окружён. В этих условиях Стирум инициировал переговоры о сдаче города. В обмен на капитуляцию Стирум требовал разрешить свободно покинуть город всем солдатам гарнизона с лошадьми, обозом и артиллерией, но Мориц отказался выпустить из Грунло орудия и обоз. Командир гарнизонной кавалерии Кортенбах 27 сентября заявил, что его бойцы скорее умрут, чем откажутся от своих лошадей. В итоге Мориц пошёл на компромисс, и войска и жители, пожелавшие остаться подданными испанского короля, получили право покинуть город, обязавшись 3 последующих месяца не сражаться с голландскими войсками. Грунло серьёзно пострадал от бомбардировки: восемьдесят домов были сожжены. 28 сентября отряды Морица, Вильгельма Нассау-Дилленбургского и Гогенлоэ вступили в город.

## Последствия

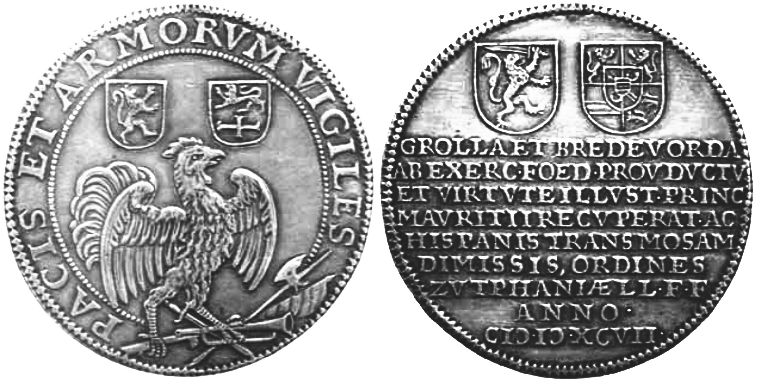
Памятные монеты в честь взятия Бредеворта и Грунло.

На следующий день Мориц Оранский с армией покинул город, а 9 октября занял Бредеворт. Затем он двинулся на север и взял Энсхеде (18 октября), Оотмарсум (21 октября), Олдензал (23 октября) и Линген (13 ноября).
Грунло будет отбит испанцами во главе с Амброзио Спинола в 1606 году. Пройдет ещё более двадцати лет, чтобы Грунло окончательно перешёл под голландский контроль.